# جاشوآ گات
جاشوآ گات (انگلیسی: Joshua Gatt؛ زادهٔ ۲۹ اوت ۱۹۹۱) یک بازیکن فوتبال اهل ایالات متحده آمریکا است.
وی همچنین در تیم ملی فوتبال ایالات متحده آمریکا بازی کرده است.